# 연습곡 Op. 10, 8번 (쇼팽)

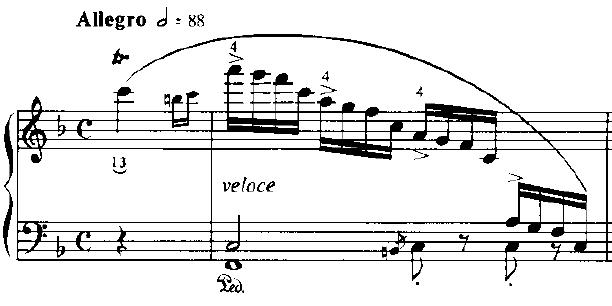
쇼팽 연습곡 Op. 10의 8번의 첫 마디

쇼팽의 연습곡 Op. 10, 8번(Étude Op. 10, No. 8)은 프레데리크 쇼팽이 작곡한 연습곡 중 작품번호 제10번의 8번에 해당하는 곡이다. 8번은 앞선 연습곡 Op. 10의 7번과 동일하게 대위법에 관한 내용이 작곡되었다. 하지만 8번은 멜로디가 오른손과 왼손으로 나뉘어 왼손은 주멜로디를, 그리고 오른손은 아르페지오에 드러나 있는 부차적인 멜로디를 연주하게 되며 다른 많은 연습곡과 비슷하게 세 부분으로 나뉘어 있다.